# Stilbops asper
Stilbops asper là một loài tò vò trong họ Ichneumonidae.